# Enrico Laghi
Enrico Laghi (Roma, 23 febbraio 1969) è un economista, funzionario e dirigente d'azienda italiano, commercialista e revisore dei conti, dal 2015 al 2019 commissario straordinario dell'Ilva e dal 2017 commissario straordinario dell'Alitalia. Nel 2020 ha condotto per i Benetton la trattativa per la cessione di Autostrade.

## Biografia
Nato in una famiglia di radiologi, Laghi ha fatto una scelta diversa studiando economia aziendale e diventando poi docente all'Università La Sapienza di Roma a soli 34 anni.
Nel febbraio 2008 diventa presidente del collegio sindacale di Alitalia in seguito alle dimissioni di Luigi Pacifico, poco prima del  fallimento da parte del governo di Silvio Berlusconi della cessione della compagnia italiana al gruppo Air France-Klm. Gli incarichi, pubblici e privati, aumentano: presidente del collegio sindacale dell'Acea nel periodo in cui sindaco di Roma è Ignazio Marino, quindi è alla Pirelli, TIM, Finnat di Giampietro Nattino che gestisce il Fondo Immobili Pubblici, Finsiel, il gruppo L'Espresso, UniCredit, Fendi, Fiorucci, Cofiri. Fa parte anche dell'arbitrato tra gli eredi di Bernardo Caprotti per il futuro di Esselunga.
Nel 2015 è nominato dal governo di Matteo Renzi commissario straordinario dell'azienda Ilva di Taranto insieme a Piero Gnudi e Corrado Carrubba, nel 2017 il governo di Paolo Gentiloni lo nomina commissario dell'Alitalia. E cominciano anche ad essere sollevate critiche di conflitto di interessi: in quel periodo ricopre ventiquattro incarichi di cui nove da commissario.
Diventa quindi liquidatore di Air Italy, liquidatore della ex Meridiana dell'Aga Khan, consulente di Caltagirone, subentra a Gianni Mion nell'incarico di presidente di Edizione Holding, la società dei Benetton dopo essere stato consulente della Cassa Depositi e prestiti mentre si occupava dell'acquisto di Autostrade dai Benetton.

## Procedimenti giudiziari
Il 27 settembre 2021 Laghi viene arrestato dalla Guardia di Finanza e posto ai domiciliari con l'accusa di corruzione in atti giudiziari insieme ad altri cinque , già posti in custodia cautelare nel giugno 2021, quando era al vertice dell'Ilva.. La misura cautelare viene poco dopo annullata dal tribunale della libertà  .